# بطليوس (مقاطعة)
مقاطعة بطليوس (بالإسبانية: Badajoz، باداخـوث) هي مقاطعة إسبانية تقع في جنوب غرب الدولة، تقع ضمن حدود منطقة إكستريمادورا.
عاصمتها هي مدينة بطليوس، تنقسم المقاطعة إلى 164 بلدية.

## الجغرافيا
تقع مقاطعة بطليوس في جنوب غرب إسبانيا تحدها من الشمال مقاطعة قصرش ، ومن الجنوب مقاطعة ولبة ومقاطعة إشبيلية، ومن الشرق مقاطعة طليطلة ومقاطعة ثيوداد ريال، ومن الجنوب الشرقي مقاطعة قرطبة، ومن الغرب البرتغال.
تبلغ مساحة مقاطعة بطليوس 21.766 كم².

## الديموغرافيا
يبلغ عدد سكان مقاطعة بطليوس 693.921 نسمة عام 2011 (وفقاً للمعهد الوطني للإحصاء الإسباني).
فيما يلي قائمة أكبر البلديات من حيث عدد السكان (بتاريخ 1 يناير 2011):
1. بطليوس 151.565 نسمة
2. مريدا 57.797 نسمة
3. بينيتو 36.660 نسمة
4. ألمندراليخو 34.319 نسمة
5. فيانويفا دي لا سيرينا 26.076 نسمة
6. صفراء 16.577 نسمة
7. مونتيخو 16.267 نسمة
8. فيافرانكا دي لوس باروس 13.269 نسمة
9. أوليفينثا 12.008 نسمة
10. جيريث دي لوس كابايروس 9.918 نسمة

## أعلام
- إبراهيم بارغاس
- خوان بلانكو دي باث